# Pityococcus ferrisi
Pityococcus ferrisi är en insektsart som beskrevs av Mckenzie 1942. Pityococcus ferrisi ingår i släktet Pityococcus och familjen pärlsköldlöss. Inga underarter finns listade i Catalogue of Life.